# Anteliaster
Anteliaster is een geslacht van zeesterren uit de familie Pedicellasteridae.

## Soorten
- Anteliaster australis Fisher, 1940
- Anteliaster coscinactis Fisher, 1923
- Anteliaster indonesiae Aziz & Jangoux, 1985
- Anteliaster microgenys Fisher, 1928
- Anteliaster scaber (E.A. Smith, 1876)